# Queen of Siam (альбом Лидии Ланч)
Queen of Siam — дебютный соло-альбом американской исполнительницы Лидии Ланч, изданный 9 февраля 1980 года лейблом ZE Records.

## Список композиций
| №  | Название              | Длительность |
| -- | --------------------- | ------------ |
| 1. | «Mechanical Flattery» | 2:46         |
| 2. | «Gloomy Sunday»       | 2:57         |
| 3. | «Tied and Twist»      | 2:55         |
| 4. | «Spooky»              | 2:40         |
| 5. | «Los Banditos»        | 3:10         |

| №  | Название               | Длительность |
| -- | ---------------------- | ------------ |
| 1. | «Atomic Bongos»        | 2:17         |
| 2. | «Lady Scarface»        | 3:12         |
| 3. | «A Cruise to the Moon» | 3:54         |
| 4. | «Carnival Fat Man»     | 2:11         |
| 5. | «Knives in the Drain»  | 4:00         |
| 6. | «Blood of Tin»         | 1:09         |

## Участники записи
- Лидия Ланч — вокал, гитара (на «Tied and Twist» и «Carnival Fat Man»), пианино (на «Carnival Fat Man»), аранжировка, продюсирование
- Роберт Куайн — гитара (на «Lady Scarface», «A Cruise to the Moon», «Knives in the Drain» и «Blood of Tin»)
- Джек Руби (Джордж Скотт III) — бас-гитара
- Дуги Боун — ударные
- Пэт Ирвин — бэк-вокал, инструменты, аранжировка
- Дж. Билли Вер Планк и его оркестр — аранжировка (на «Lady Scarface», «A Cruise to the Moon», «Knives in the Drain» и «Blood of Tin»)

Технический персонал
- Боб Блэнк — продюсирование, микширование, звукозапись
- Майкл Зилха — исполнительный продюсер
- Джордж ДюБоз — обложка